# Zapasy na Letnich Igrzyskach Olimpijskich 1972 – kategoria do 48 kg w stylu klasycznym
Zmagania mężczyzn do 48 kg to jedna z dziesięciu męskich konkurencji w zapasach w stylu klasycznym rozgrywanych podczas Letnich Igrzysk Olimpijskich 1972. Pojedynki w tej kategorii wagowej odbyły się w dniach 5 – 10 września.

## Zasady[1]
Punktacja opierała się na systemie "złych punktów karnych". Zwycięzca otrzymywał zero punktów za wygraną przez "tusz" (łopatki) lub dyskwalifikację; pół punktu za przewagę techniczną, a jeden za zwycięstwo na punkty. Dwa punkty przyznawano za remis, a dwa i pół za remis i pasywność. Za porażkę na punkty zawodnik otrzymywał trzy punkty. Przegrana przez przewagę techniczną skutkowała 3,5 punktami karnymi, a za łopatki lub dyskwalifikację przyznawano 4 punkty karne. Uzyskanie sześciu lub więcej punktów eliminowało zapaśnika z turnieju. Najlepsza trójka walczyła w rundzie finałowej.

## Klasyfikacja[2]
| Pozycja | Nazwisko                  | Kraj              |
| ------- | ------------------------- | ----------------- |
| 1       | Gheorghe Berceanu         | Rumunia           |
| 2       | Rahim Aliabadi            | Iran              |
| 3       | Stefan Angełow            | Bułgaria          |
| 4       | Raimo Hirvonen            | Finlandia         |
| 5       | Kazuharu Ishida           | Japonia           |
| 6       | Lorenzo Calafiore         | Włochy            |
| 7       | Bernd Drechsel            | NRD               |
| 8       | Günther Maas              | RFN               |
| 9       | Sotiris Ventas            | Grecja            |
| 9       | Ferenc Seres              | Węgry             |
| 11      | Alfredo Olvera            | Meksyk            |
| 12      | Lennart Svensson          | Szwecja           |
| 13      | Hızır Sarı                | Turcja            |
| 14      | Bernard Szczepański       | Polska            |
| 14      | Wayne Holmes              | Stany Zjednoczone |
| 16      | Habib Dalimi              | Tunezja           |
| 16      | Władimir Zubkow           | ZSRR              |
| 18      | Muhammad Raghib al-Maliki | Egipt             |
| 19      | Oczirdolgoryn Enchtajwan  | Mongolia          |
| 20      | Mohieddin El-Sas          | Syria             |

## Wyniki

### Pierwsza runda[3]
| Zwycięzca                 | Punkty karne | Wynik     | Przegrany                | Punkty karne |
| ------------------------- | ------------ | --------- | ------------------------ | ------------ |
| Muhammad Raghib al-Maliki | 0            | Łopatki   | Habib Dalimi             | 4            |
| Rahim Aliabadi            | 0            | Łopatki   | Hızır Sarı               | 4            |
| Bernd Drechsel            | 0            | Łopatki   | Wayne Holmes             | 4            |
| Gheorghe Berceanu         | 0            | Łopatki   | Ferenc Seres             | 4            |
| Stefan Angełow            | 0            | Łopatki   | Władimir Zubkow          | 4            |
| Lennart Svensson          | 1            | Na punkty | Oczirdolgoryn Enchtajwan | 3            |
| Lorenzo Calafiore         | 1            | Na punkty | Bernard Szczepański      | 3            |
| Alfredo Olvera            | 0            | Łopatki   | Mohieddin El-Sas         | 4            |
| Raimo Hirvonen            | 1            | Na punkty | Sotiris Ventas           | 3            |
| Kazuharu Ishida           | 0,5          | Przewaga  | Günther Maas             | 3,5          |

### Druga runda[4]
| Zwycięzca                 | Punkty karne | Wynik       | Przegrany           | Punkty karne |
| ------------------------- | ------------ | ----------- | ------------------- | ------------ |
| Rahim Aliabadi            | 0            | Łopatki     | Habib Dalimi        | 8            |
| Hızır Sarı                | 5            | Na punkty   | Wayne Holmes        | 7            |
| Ferenc Seres              | 4            | Łopatki     | Bernd Drechsel      | 4            |
| Gheorghe Berceanu         | 0            | Łopatki     | Władimir Zubkow     | 8            |
| Stefan Angełow            | 0,5          | Przewaga    | Lennart Svensson    | 4,5          |
| Lorenzo Calafiore         | 1            | Łopatki     | Alfredo Olvera      | 4            |
| Sotiris Ventas            | 3            | Łopatki     | Bernard Szczepański | 7            |
| Raimo Hirvonen            | 2            | Na punkty   | Kazuharu Ishida     | 3,5          |
| Günther Maas              | 3,5          | Bez walki   |                     |              |
| Muhammad Raghib al-Maliki | 9            | Wycofał się |                     |              |
| Mohieddin El-Sas          | 9            | Wycofał się |                     |              |
| Oczirdolgoryn Enchtajwan  | 9            | Wycofał się |                     |              |

### Trzecia runda[5]
| Zwycięzca         | Punkty karne | Wynik     | Przegrany        | Punkty karne |
| ----------------- | ------------ | --------- | ---------------- | ------------ |
| Rahim Aliabadi    | 1            | Na punkty | Günther Maas     | 6,5          |
| Bernd Drechsel    | 4            | Łopatki   | Hızır Sarı       | 9            |
| Stefan Angełow    | 1,5          | Na punkty | Ferenc Seres     | 7            |
| Gheorghe Berceanu | 0            | Łopatki   | Lennart Svensson | 8,5          |
| Lorenzo Calafiore | 1            | Łopatki   | Sotiris Ventas   | 7            |
| Raimo Hirvonen    | 2,5          | Przewaga  | Alfredo Olvera   | 7,5          |
| Kazuharu Ishida   | 3,5          | Bez walki |                  |              |

### Czwarta runda[6]
| Zwycięzca         | Punkty karne | Wynik     | Przegrany         | Punkty karne |
| ----------------- | ------------ | --------- | ----------------- | ------------ |
| Kazuharu Ishida   | 4            | Przewaga  | Rahim Aliabadi    | 4.5          |
| Gheorghe Berceanu | 1            | Na punkty | Bernd Drechsel    | 7            |
| Stefan Angełow    | 2,5          | Na punkty | Lorenzo Calafiore | 4            |
| Raimo Hirvonen    | 2,5          | Bez walki |                   |              |

### Piąta runda[7]
| Zwycięzca         | Punkty karne | Wynik     | Przegrany         | Punkty karne |
| ----------------- | ------------ | --------- | ----------------- | ------------ |
| Rahim Aliabadi    | 5            | Przewaga  | Raimo Hirvonen    | 6            |
| Stefan Angełow    | 3,5          | Na punkty | Kazuharu Ishida   | 7            |
| Gheorghe Berceanu | 1            | Łopatki   | Lorenzo Calafiore | 8            |

### Runda finałowa[8]
| Zwycięzca         | Punkty karne | Wynik     | Przegrany      | Punkty karne |
| ----------------- | ------------ | --------- | -------------- | ------------ |
| Gheorghe Berceanu | 1            | Na punkty | Rahim Aliabadi | 3            |
| Rahim Aliabadi    | 0            | Łopatki   | Stefan Angełow | 4            |
| Gheorghe Berceanu | 0            | Łopatki   | Stefan Angełow | 4            |